# Armada (erebídeos)
Armada (Arctiidae) é um gênero de traça pertencente à família Arctiidae.